# سرخرگ ریوی
سرخرگ ریوی یا شریان پولموناری (انگلیسی: Pulmonary artery) شریان مهمی است که خون کم اکسیژن را از بطن راست قلب به ریه می‌برد تا در آنجا تبادل گاز انجام شود. این شریان و شریان بند ناف در واقع تنها شریان‌هایی هستند که حاوی خون کم اکسیژن هستند.
این شریان از دریچه ریوی آغاز و پس از چند سانتی‌متر (در زیر قوس آئورت) به دو شریان ریوی راست و چپ تقسم می‌شود. هر کدام از این دو شریان خون را به یکی از ریه‌ها منتقل می‌کند؛ پس از انجام تبادلات گازی در ریه خون غنی از اکسیژن را از طریق سیاهرگ های ریوی به دهلیز چپ منتقل می‌شود.

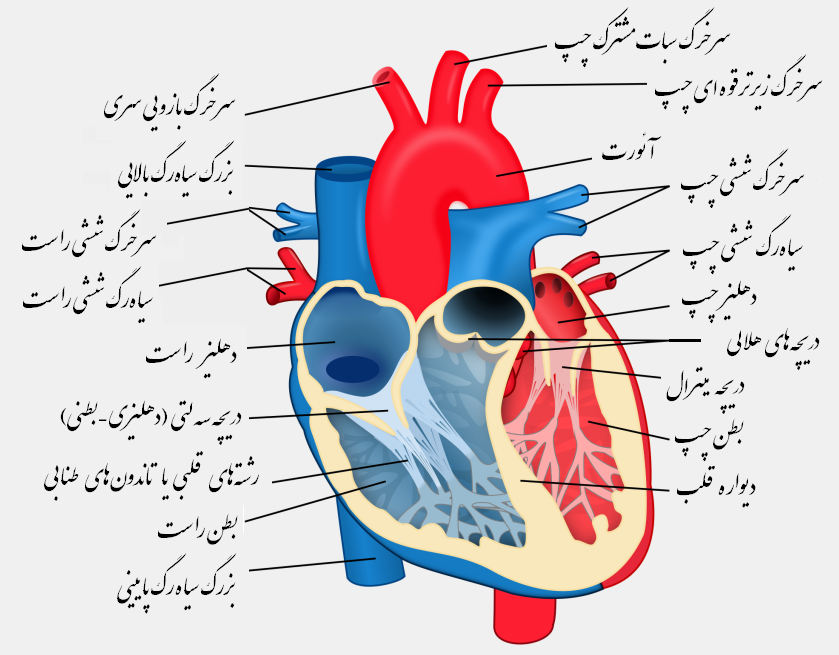
رونگاره و شمای قلب

طول تنه شریان پولمونر ۵۰ میلیمتر و قطر آن کمتر از ۳۰ میلیمتر می‌باشد.

## آناتومی
شریان‌های ریوی رگ‌های خونی هستند که خون بدون اکسیژن را از بطن راست قلب به میکروسیرکولاسیون ریه‌ها منتقل می‌کنند. سرخرگ‌های ریوی اصلی از سمت راست قلب منشأ می‌گیرند و سپس به شریان‌های کوچک‌تری تقسیم می‌شوند که در نهایت به شریان‌ها و سپس مویرگ‌ها تبدیل می‌شوند و تبادل گاز در ریه‌ها را تسهیل می‌کنند.

### تنه ریوی
شریان‌های ریوی از تنه ریوی منشأ می‌گیرند که پریکارد فیبری مجرای خروجی بطن بطن راست را ترک می‌کند. مسیر خروجی به سمت بالا و به سمت چپ و در خلف دریچه ریوی حرکت می‌کند. سپس تنه ریوی به شریان‌های ریوی راست و چپ در زیر قوس آئورت و جلوی برونش اصلی چپ تقسیم می‌شود. طول تنه ریوی تقریباً ۵ سانتی‌مترو قطر آن ۲–۳ سانتی‌متر است.
تنه ریوی به شریان‌های ریوی اصلی راست و چپ منشعب می‌شود. شریان ریوی اصلی سمت چپ کوتاه‌تر از راست است و مسیرهایی در پشت و زیر آئورت نزولی دارد و از بالای برونش اصلی چپ عبور می‌کند و از طریق لیگامنتوم شریان به مقعر آئورت نزولی پروگزیمال متصل می‌شود. در مقابل، شریان ریوی راست از خط وسط بدن عبور می‌کند و از زیر کارینای نای و از جلوی برونش اصلی سمت راست عبور می‌کند.

### شاخه‌ها
شریان ریوی اصلی چپ به دو شریان لوبار تقسیم می‌شود که هر کدام یکی از دو لوب ریه چپ را تأمین می‌کند. علاوه بر این، شریان ریوی اصلی سمت راست به دو شاخه تقسیم می‌شود: یک شریان که لوب فوقانی راست ریه را تأمین می‌کند و یک شریان بین لوبار که لوب میانی و تحتانی ریه را تأمین می‌کند.
شریان‌های ریوی اصلی (راست و چپ) به شریان‌های لوبار منشعب می‌شوند که بیشتر به شریان‌های سگمنتال منشعب می‌شوند. هر بخش توسط یک شریان سگمنتال منفرد که در امتداد سطح خلفی جانبی برونش‌های مربوطه قرار دارد، خدمت می‌کند. سپس این شریان‌های سگمنتال به شریان‌های ریوی ساب سگمنتال منشعب می‌شوند که در نهایت شریان‌های داخل لوبولار را تشکیل می‌دهند که آلوئول‌های ریه‌ها را تأمین می‌کنند. در مقابل، شریان‌های برونش که منشأ متفاوتی دارند، نایژه‌های ریه را تأمین می‌کنند.

## توسعه
شریان‌های ریوی از تنه شریانی و قوس ششم حلقی منشأ می‌گیرند که در طول رشد قلب به عنوان جانشین مخروط شریانی شکل می‌گیرند. در هفته سوم رشد، لوله‌های اندوکارد در نزدیک‌ترین قسمت به قلب تورم ایجاد می‌کنند که به عنوان bulbus cordis شناخته می‌شود و قسمت بالایی این تورم به سمت تنه شریانی توسعه می‌یابد. ساختار در نهایت منشأ مزودرمی دارد.
در طول رشد قلب جنینی، بافت‌های قلب تا می‌شوند و تنه شریانی در معرض هر دو بطن چپ و راست قرار می‌گیرد، زیرا سپتوم بین بطن‌ها تشکیل می‌شود. با توسعه سپتوم، برآمدگی‌هایی در دو طرف تنه شریانی ایجاد می‌شود که در نهایت به آئورت و شریان‌های ریوی تقسیم می‌شود. در مراحل اولیه رشد، مجرای شریانی تنه ریوی و قوس آئورت را به هم متصل می‌کند و اجازه می‌دهد خون از ریه‌ها عبور کند.

## عملکرد
شریان ریوی خون بدون اکسیژن را از بطن راست به ریه‌ها می‌برد، جایی که از مویرگ‌های مجاور آلوئول‌ها عبور می‌کند و از طریق فرایند تنفس به اکسیژن می‌رسد. در مقابل، شریان‌های برونش، تغذیه ریه‌ها را تأمین می‌کنند.

### فشار
فشار شریان ریوی اندازه‌گیری فشار خون در شریان ریوی اصلی است که با قرار دادن کاتتر در شریان اصلی ریوی به دست می‌آید. فشار متوسط طبیعی بین ۹–۱۸ میلی‌متر جیوه است، در حالی که فشار گوه در دهلیز چپ ممکن است بین ۶–۱۲ میلی‌متر جیوه باشد. افزایش فشار گوه ممکن است در شرایطی مانند نارسایی قلب چپ، تنگی دریچه میترال و بیماری سلول داسی شکل مشاهده شود.

## اهمیت بالینی
شریان ریوی یک شاخص بالینی قابل توجه در شرایط مختلف است. فشار خون ریوی به عنوان افزایش فشار در شریان ریوی، معمولاً بالای ۲۵ میلی‌متر جیوه، همان‌طور که در سی تی اسکن اندازه‌گیری می‌شود، تعریف می‌شود. قطر شریان ریوی بیش از ۲۹ میلی‌متر یا قطر شریان ریوی نزولی راست بیش از ۱۶ میلی‌متر در عکس قفسه سینه نیز می‌تواند نشان دهنده فشار خون ریوی باشد. این شاخص‌ها ممکن است از شرایط زمینه ای مانند نارسایی قلبی، بیماری ریه یا راه هوایی از جمله بیماری مزمن انسدادی ریه (COPD) و اسکلرودرمی، یا بیماری ترومبوآمبولیک (مانند آمبولی ریه یا آمبولی در کم خونی سلول داسی شکل) ناشی شوند. اخیراً، ابزارهای محاسباتی غیرتهاجمی مبتنی بر مایعات از نظر دقت با آزمایش‌های بالینی فعلی برای تشخیص فشار خون ریوی قابل مقایسه هستند.
آمبولی ریه زمانی اتفاق می‌افتد که آمبولی در گردش خون ریوی قرار می‌گیرد، که ممکن است از ترومبوز وریدی عمقی به‌ویژه پس از یک دوره بی‌حرکتی ناشی شود. آمبولی ریه یکی از علل مهم مرگ در بیماران مبتلا به سرطان و سکته است. علاوه بر این، آمبولی ریوی بزرگ که در دو شاخه شدن تنه ریوی با امتداد در شریان‌های اصلی ریوی چپ و راست قرار می‌گیرد، به عنوان آمبولی زینی شناخته می‌شود.
مدل‌های حیوانی، مانند مدل خوکی شریان ریوی، در تحقیقات برای بررسی پاتولوژی‌های مرتبط با شریان ریوی مورد استفاده قرار گرفته‌اند، با یافته‌های اخیر نشان می‌دهد که خواص مکانیکی شریان ریوی با هر انشعاب بعدی در این مدل متفاوت است.